# Xylonaeus bolivianus
Xylonaeus bolivianus är en skalbaggsart som beskrevs av Heinrich Bickhardt 1916. Xylonaeus bolivianus ingår i släktet Xylonaeus och familjen stumpbaggar. Inga underarter finns listade i Catalogue of Life.